# Ebberg (Balve)

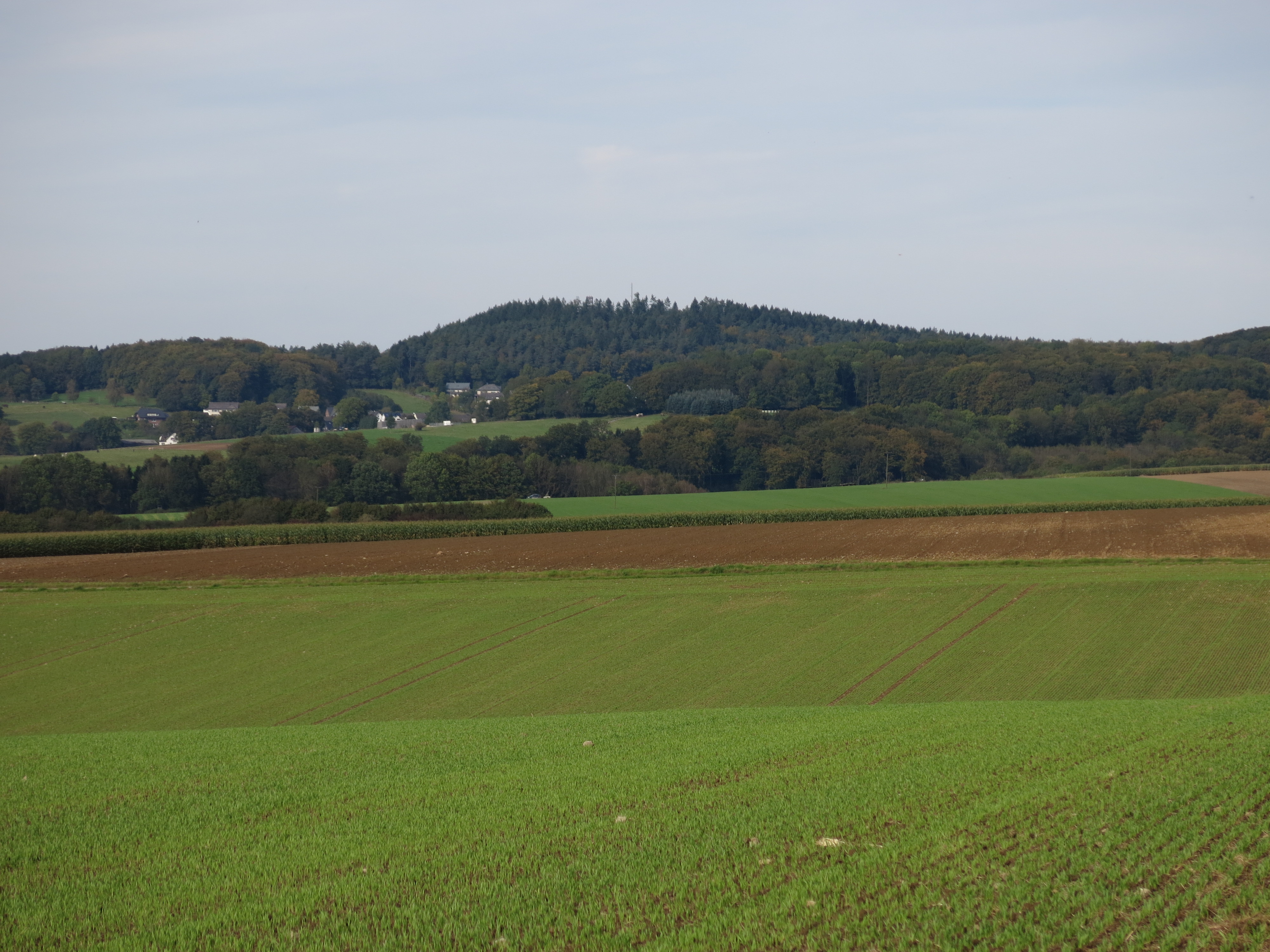
Bodenaufnahme des Ebbergs von Süden

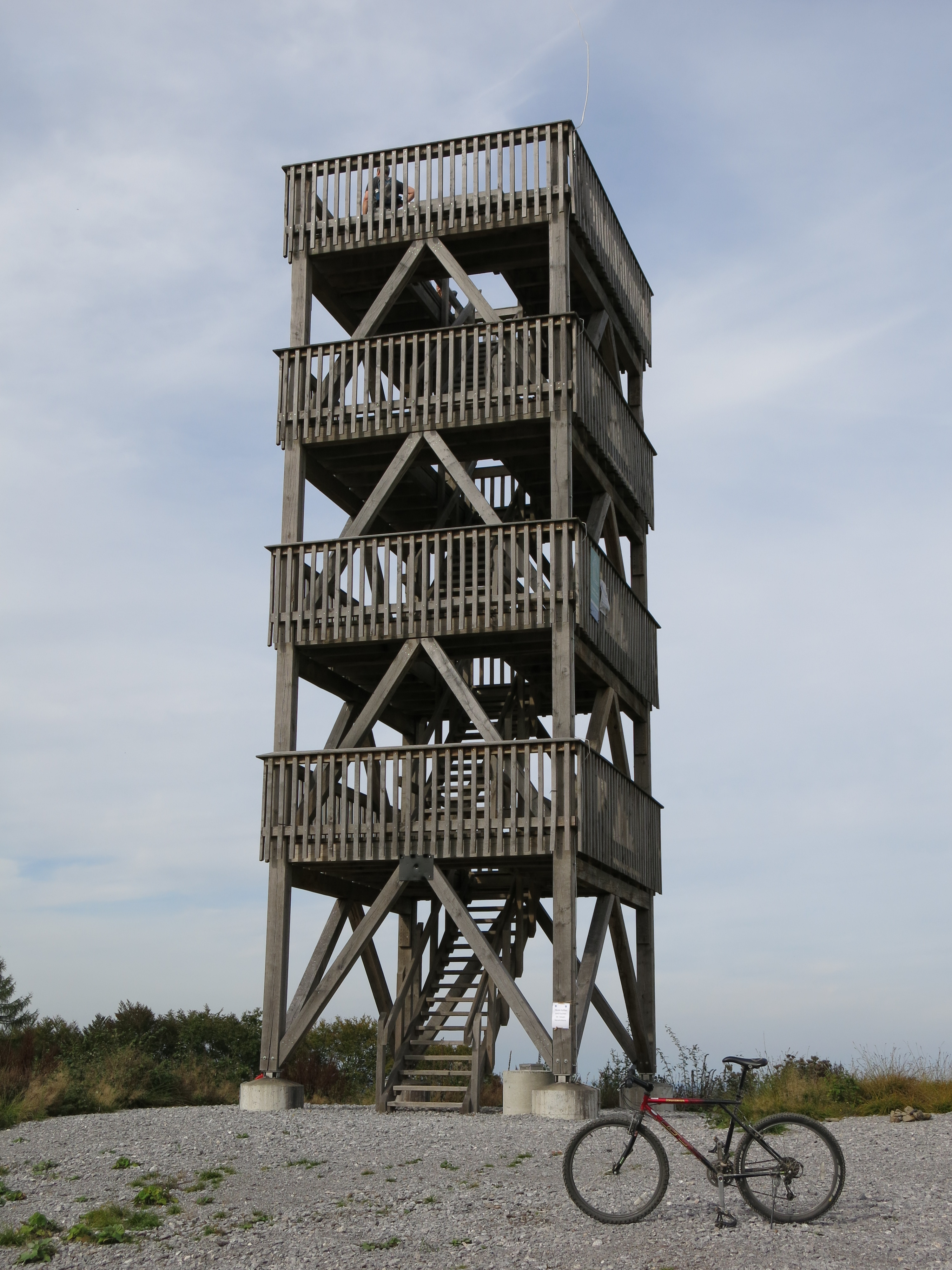
Der Aussichtsturm auf dem Ebberg

Der Ebberg ist ein 390,2 m ü. NHN hoher Berg im Sauerland. Er erhebt sich unmittelbar nördlich von Eisborn, einem Ortsteil von Balve im Märkischen Kreis in Nordrhein-Westfalen.
2013 wurde auf dem Gipfel der 13,21 m hohe hölzerne Ebbergturm errichtet. Er ist frei zugänglich und bietet Aussicht über das Hönnetal und das westliche Sauerland. An klaren Tagen reicht der Blick bis zur Hunau, ins Münsterland, zum Ardeygebirge und das Ruhrgebiet.